# Кашкинська сільська рада
Ка́шкинська сільська рада (рос. Кашкинский сельский совет) — муніципальне утворення у складі Аскінського району Башкортостану, Росія. Адміністративний центр — село Кашкино.

## Населення
Населення — 1370 осіб (2019, 1744 в 2010, 2115 в 2002).

## Склад
До складу поселення входять такі населені пункти:
| Населений пункт      | Населення, осіб (2002) | Населення, осіб (2010) |
| -------------------- | ---------------------- | ---------------------- |
| Амірово, присілок    | 381                    | 304                    |
| Більгіш, присілок    | 404                    | 329                    |
| Гумбіно, присілок    | 188                    | 141                    |
| Кашкино, село        | 952                    | 843                    |
| Новий Суюш, присілок | 190                    | 127                    |